# Municipio de Newtown (condado de Delaware)
El municipio de Newtown (en inglés: Newtown Township) es un municipio ubicado en el condado de Delaware en el estado estadounidense de Pensilvania. En el año 2000 tenía una población de 11.700 habitantes y una densidad poblacional de 450.2 personas por km².

## Geografía
El municipio de Newtown se encuentra ubicado en las coordenadas 39°59′25″N 75°24′14″O / 39.99028, -75.40389.

## Demografía
Según la Oficina del Censo en 2000 los ingresos medios por hogar en la localidad eran de $65,924 y los ingresos medios por familia eran de $82,557. Los hombres tenían unos ingresos medios de $61,688 frente a los $37,319 para las mujeres. La renta per cápita de la localidad era de $39,364. Alrededor del 3,5% de la población estaba por debajo del umbral de pobreza.